# 布齊尼夫卡
46°45′54″N 30°13′11″E / 46.76500°N 30.21972°E
布齊尼夫卡（烏克蘭語：Буцинівка）是位於烏克蘭西南部的村莊，由敖德萨州羅茲季利納區的羅茲季利納市鎮負責管轄。該村始建於1922年，面積0.78平方公里，海拔高度127米，2001年人口566，人口密度每平方公里724.71人。